# 三ヨウ化窒素
三ヨウ化窒素（さんヨウかちっそ、英: nitrogen triiodide）は、化学式 NI3 で表される窒素とヨウ素の化合物である。衝撃に敏感で爆発を起こす。少量に軽く触れただけでも黒色火薬のような破裂音とともに爆発し、紫色のヨウ素蒸気を発生する。三ヨウ化窒素やその誘導体は不安定なため構造を決定するのが難しく、その構造化学は複雑である。

## 分解
三ヨウ化窒素の分解は以下のような反応式で表される。
{\displaystyle {\ce {2 NI3(s) -> N2(g)\ + 3I2(g)}}}{\displaystyle \Delta H=-290~\mathrm {kJ/mol} }

## 構造と誘導体
暗赤色の固体である。1990年にアンモニアを用いない経路で合成され、X線結晶構造解析が行われた。窒化ホウ素とフッ化ヨウ素をトリクロロフルオロメタン中、−30°Cで反応させることによって、低収率ながら NI3 を得ている。NI3 は C3v の対称性を持つ三角錐形の構造を持ち、これは他の三ハロゲン化窒素やアンモニアと同様である。
一般的な合成法としてはヨウ素とアンモニアによるものが知られている。濃アンモニア水溶液に、ヨウ素を入れることで針状のヨウ化窒素の結晶が析出する。この反応を無水アンモニア中低温で行った場合、最初に生成するのは NI3•(NH3)5 である。加温するとこの化合物からアンモニアが失われて NI3•NH3 となる。この付加物はベルナール・クールトアによって1812年に最初に報告され、その後シルベラード (Silberrad) が1905年に組成を決定した。固体状態では −NI2−I−NI2−I−NI2−I··· という形の鎖状構造をなしており、アンモニア分子は鎖の間に位置する。暗所中・低温・アンモニア雰囲気下であれば {\displaystyle {\ce {NI3\cdot NH3}}} は安定である。しかしながらアンモニアを取り除くと以下の反応式に示すような分解を起こす。
{\displaystyle {\ce {8NI3\cdot NH3->5N2\ +6NH4I\ +9I2}}}
{\displaystyle {\ce {NI3}}} や {\displaystyle {\ce {NI3\cdot NH3}}} の不安定性は、発生する N2 の生成熱が大きいことによる。

## 演示実験と文化
高校の化学実験の授業で少量の合成が行われることがある。三ヨウ化窒素が衝撃に敏感であることを示すため、羽の先で触れることによって爆発を起こさせることが多いが、気流があたったり、少し動かしただけでも爆発することがある（実験映像）。また、三ヨウ化窒素はα線や中性子線にさらすことによっても爆発する。
NI3•NH3 が爆発するとオレンジから紫色のしみが残る。これはチオ硫酸ナトリウムの溶液で取り除くことができる。
Brainiac: Science Abuse（化学を主題としたイギリスの娯楽番組）で「ピーター・ローガンの爆発ペースト (Peter Logan's Exploding Paste)」として登場した。安全のため詳しい製法は紹介されなかった。
ロバート・A・ハインラインの小説『自由未来 (Farnham's Freehold)』では、その名祖であるヒュー・ファーナム (Hugh Farnham) がアンモニアとヨウ素から作った三ヨウ化窒素を爆破薬として使用した。